# Polyrhachis aedipus
Polyrhachis aedipus is een mierensoort uit de onderfamilie van de schubmieren (Formicinae). De wetenschappelijke naam van de soort is voor het eerst geldig gepubliceerd in 1893 door Auguste Forel.